# Bukovik, Bar
Bukovik este un sat din comuna Bar, Muntenegru. Conform datelor de la recensământul din 2003, localitatea are 90 de locuitori (la recensământul din 1991 erau 95 de locuitori).

## Demografie
În satul Bukovik locuiesc 73 de persoane adulte, iar vârsta medie a populației este de 41,8 de ani (39,6 la bărbați și 44,0 la femei). În localitate sunt 27 de gospodării, iar numărul mediu de membri în gospodărie este de 3,33.
|  |

| Demografie | Demografie | Demografie |
| An         | Locuitori  | Locuitori  |
| ---------- | ---------- | ---------- |
|            |            |            |
|            |            |            |
|            |            |            |
|            |            |            |
| 1948       | 175        |            |
| 1953       | 201        |            |
| 1961       | 240        |            |
| 1971       | 141        |            |
| 1981       | 121        |            |
| 1991       | 95         | 95         |
| 2003       | 90         | 90         |

| \| Componența etnică conform recensământului din 2003[2] \| Componența etnică conform recensământului din 2003[2] \| Componența etnică conform recensământului din 2003[2] \| Componența etnică conform recensământului din 2003[2] \| Componența etnică conform recensământului din 2003[2] \| \| ----------------------------------------------------- \| ----------------------------------------------------- \| ----------------------------------------------------- \| ----------------------------------------------------- \| ----------------------------------------------------- \| \| \| \| \| \| \| \| Muntenegreni \| Muntenegreni \| \| 75 \| 83,33% \| \| Sârbi \| Sârbi \| \| 14 \| 15,55% \| \| Albanezi \| Albanezi \| \| 1 \| 1,11% \| \| necunoscută \| necunoscută \| \| 0 \| 0% \| |              |  |    |        |
| Componența etnică conform recensământului din 2003 |              |  |    |        |
| |              |  |    |        |
| Muntenegreni | Muntenegreni |  | 75 | 83,33% |
| Sârbi | Sârbi        |  | 14 | 15,55% |
| Albanezi | Albanezi     |  | 1  | 1,11%  |
| necunoscută | necunoscută  |  | 0  | 0%     |